# Don Mischer

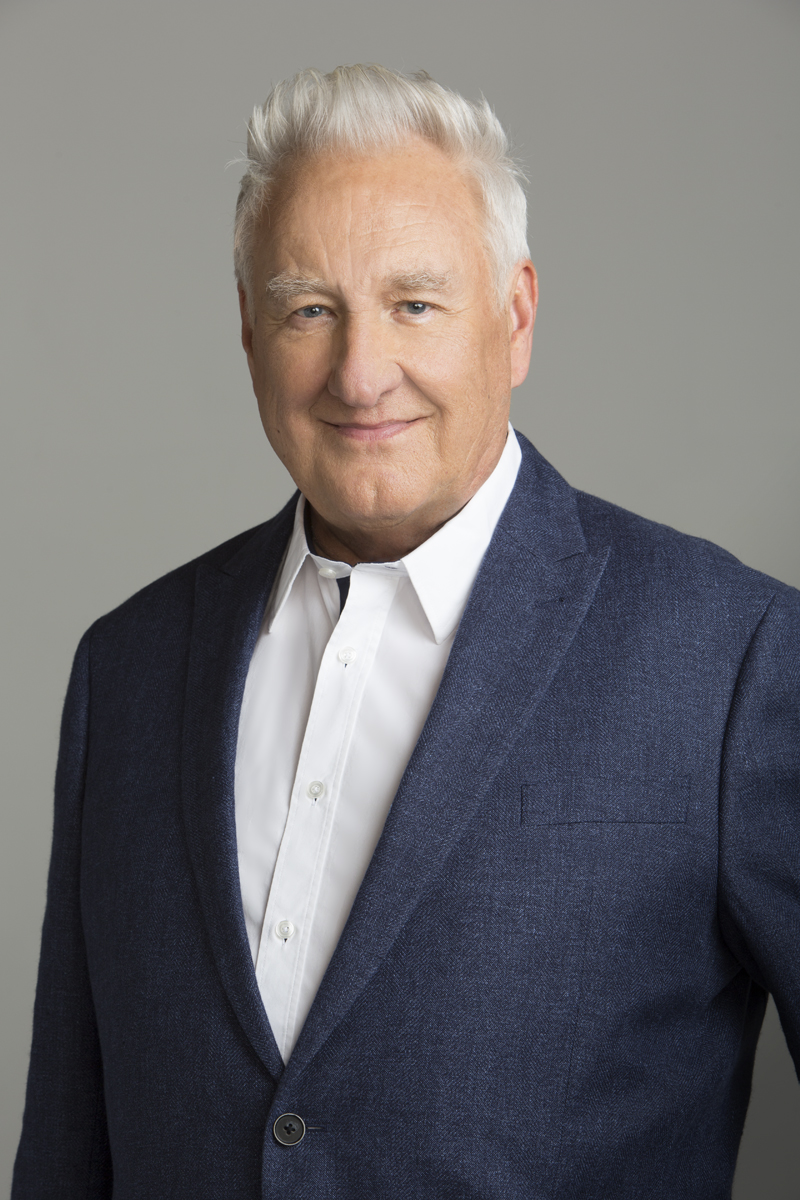
Don Mischer, 2016

Donald Leo Mischer (* 5. März 1940 in San Antonio, Texas; † 11. April 2025 in Los Angeles, Kalifornien) war ein US-amerikanischer Fernsehproduzent und -regisseur. Er führte unter anderem bei den Oscarverleihungen 2011, 2012 und 2013 die Regie.

## Leben
Mischer wurde als Sohn von Alberta und Elmer Mischer geboren. Er besuchte zunächst die Douglas MacArthur High School in San Antonio, um anschließend an der Texas Lutheran University in Seguin Politikwissenschaft zu studieren. Sein Studium schloss er mit einem Master in Soziologie an der University of Texas in Austin ab.
Zunächst wollte er eine Karriere als Professor einschlagen, entschied sich dann aber für eine als Filmproduzent – sein langjähriges Hobby.
Mischer gründete die Produktionsfirma Don Mischer Productions und produzierte zahlreiche Fernsehfilme, -events und Preisverleihungen. 2004 produzierte er die Democratic National Convention.
Mischer hatte vier Kinder und war mit Suzan Warne Reed verheiratet. Er war Mitglied des Directors Guild of America und der National Academy of Television Arts and Sciences.

## Auszeichnungen
Mischer wurde mit 13 Primetime Emmys ausgezeichnet und für 28 weitere nominiert. Darüber hinaus wurden ihm zehn Directors Guild of America verliehen.